# 寸胴
寸胴（ずんどう）とは、人や動物の胴体が胸から腰にかけて起伏に乏しく、寸法的に変化に乏しい様子を指した日本語表現である。また、そこから転じて、円柱状の物体をも指す場合があり、特にいくつかの道具はもっぱらその名で呼ばれている。

## 陶芸
陶芸界では、焼き物（陶磁器）を形成する際の途中の形で、円筒形のものを寸胴（ずんどう）と言う。寸胴は焼き物の原点であり、親型。 皿であれ花瓶であれ、寸胴の形を経て形成される。

## 調理器具

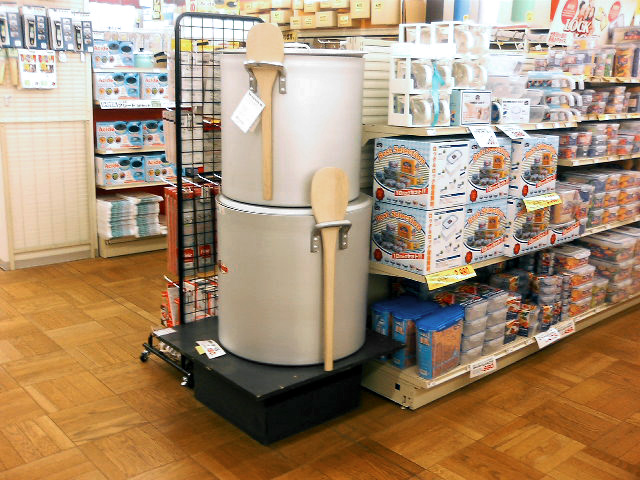
寸胴鍋（画面中央）

直径と深さがほぼ同じ、円筒形の深鍋は、寸胴鍋（ずんどうなべ）あるいは単に「寸胴」といわれる。スープなどを大量に作るとき、大量に茹でる物があるときなどに用いられる。元来、西欧の調理器具であるが、世界的に広く普及しており、日本でも懐石料理や大衆食堂、給食等々で欠かせないものとなっている。　※「鍋#西欧」にも記述あり。

## その他の道具
寸胴鉛など、円柱形の錘（おもり）を言う。